# Корбевац
Корбѐвац или Корбевец (на сръбски: Корбевац или Korbevac) е село в Югоизточна Сърбия, Пчински окръг, Град Враня, градска община Вранска баня. Център е на местна самоуправа.

## География

### Географско положение
Селото е разположено във Вранската котловина, край Корбевската река, близо до вливането и в Южна Морава. Отстои на 17 км североизточно от окръжния център Враня, на 5 км северно от общинския център Вранска баня, на 7,8 км западно от село Клисурица, на 2,2 км южно от село Превалац и на 4,8 км източно от владичинханското село Мазарач. Къщите му са разположени от двете страни на регионален път R 239 (известен като Руски Пут), свързващ Враня и Босилеград.

### Тип на застрояване и землище
По своя план Корбевац е пръснат тип селище, съставено от няколко махали носещи имената на главните родове. Землището му заема площ от 10,02 км2. Местностите в него носят следните имена: Жилинце, Площак, Кадина Долина, Росуля, Мечкарник, Соколица, Ясен, Чардарево, Камберица, Илиска Падина, Върбачка Долина, Градище, Селище, Свинярник, Рупе, Майдан.

### Климат и води
- Графика 1. Количество на средномесечните валежи през годината (в мм воден стълб)[5]

- Таблица. Данни за температурата и валежите през годината[6]

| Климатични данни за село Корбевац, Сърбия | Климатични данни за село Корбевац, Сърбия | Климатични данни за село Корбевац, Сърбия | Климатични данни за село Корбевац, Сърбия | Климатични данни за село Корбевац, Сърбия | Климатични данни за село Корбевац, Сърбия | Климатични данни за село Корбевац, Сърбия | Климатични данни за село Корбевац, Сърбия | Климатични данни за село Корбевац, Сърбия | Климатични данни за село Корбевац, Сърбия | Климатични данни за село Корбевац, Сърбия | Климатични данни за село Корбевац, Сърбия | Климатични данни за село Корбевац, Сърбия | Климатични данни за село Корбевац, Сърбия |
| Месеци                                    | яну.                                      | фев.                                      | март                                      | апр.                                      | май                                       | юни                                       | юли                                       | авг.                                      | сеп.                                      | окт.                                      | ное.                                      | дек.                                      | Годишно                                   |
| Средни максимални температури (°C)        | 4,0                                       | 7,1                                       | 12,4                                      | 16,9                                      | 21,7                                      | 25,6                                      | 28,2                                      | 28,5                                      | 24,6                                      | 16,5                                      | 10,1                                      | 5,3                                       | 16,0                                      |
| Средни температури (°C)                   | 0,4                                       | 2,0                                       | 7,1                                       | 11,1                                      | 15,7                                      | 19,1                                      | 21,1                                      | 21,2                                      | 17,6                                      | 12,7                                      | 6,1                                       | 1,9                                       | 11,4                                      |
| Средни минимални температури (°C)         | −3,2                                      | −1,5                                      | 1,8                                       | 5,4                                       | 9,7                                       | 12,7                                      | 14,1                                      | 14,0                                      | 10,9                                      | 6,9                                       | 2,2                                       | −1,5                                      | 6,0                                       |
| Средни месечни валежи (mm)                | 39,0                                      | 35,0                                      | 38,0                                      | 43,0                                      | 62,0                                      | 53,0                                      | 42,0                                      | 35,0                                      | 39,0                                      | 44,0                                      | 55,0                                      | 49,0                                      | 534,0                                     |
| ----------------------------------------- | ----------------------------------------- | ----------------------------------------- | ----------------------------------------- | ----------------------------------------- | ----------------------------------------- | ----------------------------------------- | ----------------------------------------- | ----------------------------------------- | ----------------------------------------- | ----------------------------------------- | ----------------------------------------- | ----------------------------------------- | ----------------------------------------- |
|                                           |                                           |                                           |                                           |                                           |                                           |                                           |                                           |                                           |                                           |                                           |                                           |                                           |                                           |

## История
Корбевац е едно от старите селища във Вранско. Основано е на мястото на римско селище с крепост, жителите на което най-вероятно са се занимавали с рударство. За това подсказва наименованието на местността Майдан, както и могилите намиращи се там. За тях се предполага, че са образувани като насипи след промиване на злато. В местността Рупе се намират могили, в които са откривани урни. В местността Градище (652 м) още Феликс Каниц през 1889 г. намира останки от крепост, за която смята че е римска. Под Градище се намира местността Селище.
В документ от 1519 г. селото е споменато като един от големите производители на лен във Вранско, с 2500 оки за година. По данни от османски регистър през 1529 г. в Корбевац са записани 35 християнски ханета. В данъчен регистър (дефтер) от 1654/5 г., описващ броя на домакинствата (хане) облагани с джизие във вилает Враня (Иврание), Корбевац (Корбефче) е упоменато с 1 джизие-хане.
Преди 1878 г. най-плодородната земя от днешното землище на селото е собственост на мюсюлмани от Враня, а местните селяни работят като чифлигари. По това време селото е разположено в хълмистите и по-неплодородни местности Свинярник и Соколица. След освобождението местните стават собственици на чифлишката земя и преместват домовете си в низината, край Корбевската река.
По време на Първата световна война селото е във военновременните граници на Царство България, като административно е част от Вранска околия на Врански окръг и е център на Корбевската община.
По време на българското управление в Поморавието в годините на Втората световна война, Асен Анд. Зашев от Коркина е български кмет на Корбевац от 22 септември 1941 година до 23 март 1942 година. След това кметове са Александър Дим. Петров от Кюстендил (11 март 1942 - 18 януари 1943), Александър Илиев Караилиев от Пазарджик (22 юли 1943 - 1 септември 1943) и Съйко Гешев Съйков от Ъглен (18 декември 1943 - 9 септември 1944).

### Археологически обект „Градище"
Укреплението Градище или Кале се намира на юг от селото, от лявата страна на Корбевската река. Представлява невисоко плато, което доминира над околността. Лесно достъпно е единствено от южната си страна. Най-стари данни за Градище се откриват в едно писмо на Д. Сабовлевич от 1885 г. адресирано до сръбския археолог Михаило Валтрович. В него автора съобщава, че е видял останки от крепостна стена с окоп пред нея (външен град). Също така споменава и за още една крепостна стена в най-високата част на платото (цитадела). През 1889 г. Каниц посещава Корбевац и оставя сведения за локалитета. Той заварва трудно забележими останки от зидове, обрасли с храсти и трева. През 1951 г. се правят проучвания от Сръбския археологически институт в лицето на археолозите Милутин Гарашанин и Драга Гарашанин. Те изследват цитаделата, за която съобщават, че е градена от ломени камъни и редове от тухли споени с хоросан. На ъглите се намират кули с диаметър от около 6 метра. На два пъти археолози от Вранския музей посещават Градище. Първо през 1964 г. укреплението е проучвано от М. Йованович, който открива кладенец в цитаделата. И за втори път през 1996 г., когато Митрович и Булатович потвърждават информацията, че крепостта се състои от външен град и цитадела. Изказват мнение, че цитаделата има площ от около 2 хектара и във времето, когато функционира е плътно застроена. В последните години обекта е сондиран на два пъти.

## Етимология на името
Названието на селото има романски произход. Произлиза от корена корб, който означава гарван.

## Население
Според преброяването на населението от 2011 г. селото има 660 жители.

### Демографско развитие
- Графика 2. Промени в броя на жителите през годините. Обхваща периода 1879 – 2011 г.[3][17][18][19]

### Етнически състав
Данните за етническия състав на населението са от преброяването през 2002 г.
- сърби – 708 жители (99,58%)
- македонци – 2 жители (0,28%)
- неизяснени – 1 жител (0,14%)

### Произход на населението
При своята теренна работа във Вранската котловина в периода 1951 – 1955 г. Йован Трифуноски посещава и Корбевац, като описва родовете в селото и техния произход. Родовете ги дели на четири типа: староселци (23 къщи), преселници от Вранско (50 къщи), преселници от други области (44 къщи) и с неизвестен произход (43 къщи).
- Староселци: Мутавджици (9 къщи), Джокинци (10 къщи), Гарепци (2 къщи) и Античи (2 къщи), като последните два рода произхождат от Джокинци.
- Преселници от Вранско: Рашинци (9 къщи), по произход от село Бачвище, Владичинханско. – Велиновци (6 къщи), дошли от село Дуга Лука, по произход от Горна Пчиня. – Пепеларци (3 къщи), дошли от село Себевране, по произход от село Божица, Сурдулишко. – Раденковци (3 къщи), дошли от село Себевране, по произход от село Любата (Горна Любата и Долна Любата), Босилеградско. – Алексичи (2 къщи), дошли от село Богошево, Владичинханско, по произход от Босилеградско. – Николичи (1 къща), дошли от село Гумерище, по произход от Косово. – Митичи (1 къща), дошли от село Тибужде. – Янкерци (1 къща), дошли от село Липовац, по произход от село Уйно (Горно Уйно и Долно Уйно), Кюстендилско. – Станоевичи (1 къща), дошли от село Липовац, от род Марковци. – Трайковичи (1 къща), дошли от село Буйковац, род Цункинци. – Стойковички (1 къща), дошли от село Буйковац, род Церовци. – Кръстинци (6 къщи), дошли от село Клисурица, по произход от село Стаевце (Горни Стаевац и Долни Стаевац), Търговишко. – Младеновичи (2 къщи), дошли от село Несвърта. – Митичи II (1 къща), дошли от село Прибой, Владичинханско. – Бабаянини (4 къщи), дошли от Бабина поляна или Църни връх. – Валявичари (1 къща), дошли от село Островица, Владичинханско. – Мирчинци (7 къщи), дошли от село Върбово, Владичинханско.
- Преселници от други области: Кърпейци (10 къщи), дошли от село Кърпейце в Гърделишката клисура, Лесковашко. – Чосинци (7 къщи), роднини на Кърпейци. – Донинчики (4 къщи) и Веляци (7 къщи), дошли от село Ръжана (Горна Ръжана и Долна Ръжана), Босилеградско. – Алексичи (1 къща), дошли от село Радибужде, Кривопаланешко. – Поповичи (5 къщи), дошли от село Власе в Поляница. – Стрезовци (1 къща), дошли от село Стрезовце, Прешевско. – Джорджиини (1 къща), дошли от село Ново село, Търговишко. – Пайсторчики (3 къщи), по произход от Горна Пчиня. – Маскаленко (1 къща), по произход от Русия. Родоначалник им е руски белогвардеец. – Биволарци (4 къщи), преселници, от влашки произход.
- Родове с неясен произход: Орденци (6 къщи), Стаинци (6 къщи), Здравковци (10 къщи), Цветковци (2 къщи), Бандилци (4 къщи), Марчинци (2 къщи), Русимови (3 къщи), Милосавлевичи (5 къщи), Гребенари или Средарци (3 къщи) и Бърдарци (2 къщи).[22]

## Образование
В селото съществува начално осмокласно училище (Крал Петър I Освободител), основано през 1892 г., както и детска градина (Руски споменик).

## Религия
В църковно отношение селото е част от Пчинското архиерейско наместничество на Вранската епархия и е център на Корбевската енория, в която освен него влизат и селата Превалац, Паневле, Себевране, Клисурица, Липовац и Сливница.
В селото съществува храм носещ името Успение на Пресвета Богородица (Св. Богородица). Той е построен през 1835 г. на мястото на стара църква със същото име. През османския период са съществували още две църкви (Св. Никола и Св. Йован).

## Ползвана литература
- Списък на населените места в Македония, Моравско и Одринско. Издаден от Министерството на вътрешните работи и народното здраве, Държавна печатница, С., 1917. Архив на оригинала от 2014-04-07 в Wayback Machine.
- Трифуноски, Ј. Врањска котлина. Антропогеографска испитивања, књ. II – посебни део, Скопје, 1963, 254 стр.
- Колектив. Географска енциклопедија насеља Србије, Том I, Стручна књига, Београд, 2001, 549 стр. (съставена под ръководството на Сърболюб Стаменкович.)
- Попис становништва, домаћинстава и станова у Републици Србији 2011 г. – Први резултати, Републички завод за статистику, Београд, 2011. Архив на оригинала от 2020-04-08 в Wayback Machine.
- Национална или етничка припадност – Подаци по насељима, Републички завод за статистику, Београд, 2003.
- Упоредни преглед броjа становника 1948, 1953, 1961, 1971, 1981, 1991 и 2002 – Подаци по насељима, Републички завод за статистику, Београд, 2004.
- Радичевић, Д. и др. Сондажна истраживања рановизантијских утврђења у Вранској бањи и Корбевцу, ГСАД 20, 2004, стр. 145 – 169.